# شهرستان وین (یوتا)
شهرستان وین، یوتا یکی از شهرستان‌های ایالت یوتا است. جمعیت این شهرستان بر طبق برآوردهای سال ۲۰۱۰ برابر بود با ۲.۷۷۸ و همچنین مساحتش ۶.۳۹۰ کیلومترمربع است. شهرستان وینی در سال ۱۸۹۲ شکل گرفت و نام خود را از شهرستانی با همین نام در ایالت تنسی گرفته است.
مرکز شهرستان وینی، شهر لوا است.

## پیوند
- وب‌گاه رسمی